# Hulivana, Kunigal
Hulivana là một làng thuộc tehsil Kunigal, huyện Tumkur, bang Karnataka, Ấn Độ.